# Saare
Saare (em estoniano:  Saare vald) é um município rural estoniano localizado na região de Jõgevamaa.